# إدوين كوبلاند
إدوين كوبلاند (بالإنجليزية: Edwin Copeland) هو عالم أحياء وعالم نبات أمريكي، ولد في 30 سبتمبر 1873 في مونرو في الولايات المتحدة، وتوفي في 16 مارس 1964 في تشيكو في الولايات المتحدة.